# The Tomcats (Jade Warrior)
The Tomcats was de naam van twee Britse muziekgroepen in de jaren 1965 en 1966.
The Tomcats eerste versie was een band uit de omgeving van Ealing en bestond uit 
- Tom Newman – zang
- Peter Cook – gitaar, zang
- Alan James – basgitaar
- Chris Jackson – slagwerk.

Deze band speelde allerlei covers en hield in 1965 op te bestaan. Echter later dat jaar kwam er een nieuwe versie van The Tomcats naar voren, waarbij er twee leden van de band Second Thoughts waren ingevoegd. Peter Cook was verdwenen. Deze band had enig succes in Spanje en er verscheen onder meer een ep onder een Spaanse titel. De band bestond toen uit:
- Tom Newman  – zang (later muziekproducent van Mike Oldfield)
- Tony Duhig – gitaar, zang (later Jade Warrior)
- Alan James – basgitaar (later Cat Stevens en Kevin Coyne)
- Jon Field – percussie, zang (later Jade Warrior)
- Chris Jackson – slagwerk

## Discografie
- 1965: A tu vera met A tu vera, Macarenas, Que familia mas original en Pena, Penita, Pena (Philips Records)
- 1966: Yesterday (John Lennon, Paul McCartney), Get off of my cloud/ Satisfaction (Mick Jagger, Keith Richards),Running at shadows (Fundador, Philips)
- 1966: 19th Nervous Breakdown, It ain't right, For your love, Roadrunner (Fundador, Philips)
- 1966: Paint It Black/Monday, Monday (single)
- 1998: Verzamelalbum op Essex Records met bovenstaande ep's

Eenmaal terug in Engeland wijzigde de band haar naam in July, wel weer met Cook.